# Ніс Степан Данилович
Степан Данилович Ніс (24 квітня (6 травня) 1829, с. Понори, Конотопський повіт  — 29 грудня 1900 (11 січня 1901), м. Городня Чернігівщина)  — український фольклорист, етнограф, лікар, громадсько-політичний діяч, поширювач книжок.

## Життєпис

### Родина
Народився в родині здрібнілих панів, що мала кількох кріпаків, володіла сотнею десятин землі, ставком та левадами з гаями.
Родина С. Носа мала глибоке козацьке коріння. Прадід Григорій Антонович був запорожцем, а після ліквідації у 1775 р. Запорозької Січі повернувся у спадковий маєток біля міста Хорола у званні полкового хорунжого. Жив у ближньому містечку Красному Колядині, одружившись з сестрою полкового лікаря Карповського.
Про свого прадіда С. Ніс приязно згадував: 
|  | Гнув у пальцах підкови й срібні карбованці. Іде, було, селом, у своєму запорізькому одязі, за ним купа дітей біжіть, а він роздає горіхи і солодощі. |

Дід Іван Григорович, одержавши у спадок маєток, втратив його, і дітей виховували в сім'ї діда по лінії матері Федіра Швора. Його предки, які належали до козацько-старшинського роду, пишалися прізвищем Ніс, але батько Данило Іванович змінив його на Носов. Під таким зросійщеним прізвищем Степана було записано в реєстрах учнів Полтавської гімназії та студентів Київського університету, але пізніше він віддкинув суфікс -ов. Під синовим впливом батько й мати також відновили українське написання прізвища − Ніс, Носи.

### Дитинство
Дитинство Степана минало в селі, й він змалку розмовляв українською мовою. Мав чудовий слух і голос, пам'ятав багато пісень, охоче їх співав, навчився грати на скрипці, бандурі, гітарі. У середовищі селян він почувався, мов риба у воді, на сільських весіллях, вечорницях його приймали як свого, він вправно долучав до гуртової пісні свій чудовий голос. Оскільки сам грав на бандурі, легко знаходив спільну мову і з кобзарями та лірниками. Саме у дитячі роки у С. Носа почали пробуджуватися зацікавлення історичним минулим і народною творчістю.

### Навчання
Першим учителем Степана був дяк, який навчив грамоти. Після закінчення гімназії вступив на медичний факультет Київського університету. Протягом студентства 1852—1854 рр. займався записом пісень, переказів, діалектів.
В університеті згуртовує довкола себе студентів-українців, які жили в одному будинку поблизу Хрещатика. Їх жартома називали «Носівською партією» або «куренем». Вільний від занять час «партія» використовувала для вивчення української історії, запису пісень. Степан знав багато пісень і чудово співав, грав на скрипці та бандурі.
У 1854 р. С. Ніс закінчив навчання і у грудні того ж року розпочав службу ординатором у військовому шпиталі Таганрогу. Згодом переселяється до Харкова і складає іспити на звання повітового лікаря, після чого отримує призначення оператором Чернігівської лікарської управи.

### Етнограф і фольклорист
У Чернігові Степан Ніс зустрів багато відомих діячів науки і культури: Леоніда Глібова, Опанаса Марковича, Олександра Лазаревського. Квартира С. Носа слугувала місцем зустрічі багатьох свідомих українців, які назвали квартиру «курінь». «Курінь» С. Носа слугував не тільки для відновлення народних звичаїв і поширення народної культури серед жителів Чернігова.
У коло інтересів С. Носа входили народні звичаї, повір'я, побут, матеріальна культура, антропологічний тип українців, все це знайшло відображення у дослідженні «Етнографічні матеріали» (1854 – 1855 рр.).
У праці «Поварство Українське» (1854 р.) С. Ніс систематизував багатий етнографічний матеріал про повсякденне життя українців, про традиційне харчування  населення Полтавщини та півдня Чернігівщини, він подає перелік назв різноманітних страв (пісних і скоромних; різновидів борщу, печень, соленого, холодного, сушеного, солодкого) і напоїв (хмільні, меди, не хмільні), а також описує способи їх приготування.
У «Чернігівських губернських відомостях» С. Ніс друкує свої етнографічні нариси, зокрема варто згадати його статтю «Село Поноры Конотопского уезда», де автор подав місцеві народні перекази.
Користуючись своїми численними поїздками, Степан Ніс поповнював свої багаті етнографічні й фольклорні зібрання. В збірниках того часу, починаючи від Метлинського і Чубинського, Антоновича і Драгоманова, зустрічаються досить цінні записи Носа. Він і сам деякі твори друкував в «Основі». Виявляючи зацікавленість до цього видання, Степан Ніс писав В. Білозерському:
| "Основа" повинна винести в собі в мир силу язика. |
Валуєвський циркуляр від 18 липня 1863 р. заборонив друкування духовних та популярних україномовних освітніх книг, також заборонявся український театр, була закрита газета «Чернігівський листок». Адміністративних репресій зазнали відомі українські діячі, серед яких О. Кониський, П. Чубинський, П. Єфименко, В. Лобода, С. Ніс.
Степан Ніс був висланий на північ, в місто Білозерськ. Там він пробув до липня 1872 року, коли дістав дозвіл повернутися додому.
Поширювач книжок
На початку 60-х рр. 19 ст.  він започаткував у Чернігові гурток «Курень», його учасники зібрали чималу бібліотеку, яка після  ліквідації осередку перейшла до міської громадської бібліотеки. У 1860–1864 рр. С. Ніс закуповував у видавців книжки для продажу населенню, згуртував навколо себе кількадесят ентузіастів, які поширювали книжки в пунктах продажу книжок у селах, містах і містечках Чернігівщини. Лише за 1862–1863 рр. було продано 7 263 примірників 83-х назв книжок на суму 909 крб. 

### Праці
Збірки пісень:
- «Пісні, казки, сцени з народного побуту» (1851−1878)
- «Пісні весільні, веснянки, побутові тощо» (1853−1893)
- «Народні пісні» (1857−1886)
- «Народні пісні» (1856−1862).

Фольклорно-етнографічні записи:
- «Етнографічні матеріали про мову, побут, одяг, обряди, весілля, господарство, легенди» (1852−1864)
- «Етнографічні матеріали (народні звичаї, повір'я, народний побут, матеріальна культура)» (1854−1855)
- «Поварство українське. Народна кулінарія» (1854)
- «Етнографічні матеріали про народні погляди на хвороби, умови життя, народну медицину» (1863−1872).

Дослідження з народної медицини:
- «Про хвороби і як їм запомогти» (1874)
- «Ліки своєнародні, з домашнього обиходу і в картинах життя» (1875)
- «У всякого народа − своя природа» (1888).

Збереглися рукописні «Етнографічні матеріали (про медицину)» (1869−1873 рр.), у яких С. Ніс дає поради лікарям, як не відштовхнути пацієнтів від себе і викликати у них довіру.
Художня проза:
- «Хуртовина»
- «Шворин рід»
- «Про Конотіп»
- «Запорожець Абнух»
- «Данько Грабина» (1872−1876)
- «Покритка»
- «Український Соломон і його кейф суд»
- «Конотопская старина по устному преданию».

Окрім того, він передав Південно-Західному відділу свої зібрання старовинного одягу, зброї, а також дуже багаті етнографічні записи.
1876 С. Ніс вступає на службу і отримує місце повітового лікаря в Ярославлі (Росія), а через два роки переїжджає до Вітебської губернії (Біларусь) і, нарешті, 1882 виходить у відставку, одружується і повертається з вимушеної еміграції в Україну.
Повернувся С. Ніс додому в червні 1886, жив у Чернігові, займався лікарською практикою. З 1891 працював міським лікарем у м. Городні, до самої смерті мешкаючи в цьому місті.

## Вшанування пам'яті
- У 1903 на могилі встановлено чотиригранний гранітний обеліск (вис. 1,2 м) з меморіальним написом і зображенням розкритої книжки.
- Ім'ям С. Носа названо одну з вулиць Чернігова та Городні.